# Década de 960 a.C.

## Eventos
- 967: Tiglath-pileser II, rei da Assíria (até 935)[1]